# Michael Spindler
Michael Spindler (Berlijn, 1942 – 2017) was een Duits ondernemer. Hij was CEO van Apple Inc. tussen 1993 en 1996. Bijgenaamd The Diesel stond hij bekend vanwege zijn grote werklust.
Hij was de opvolger van John Sculley en probeerde Apple over te laten nemen door IBM, Sun Microsystems of Philips, maar geen van hen had belangstelling. Hij werd opgevolgd door Gil Amelio in 1996.
Hij is bij Apple gaan werken in 1980 nadat Mike Markkula hem gevraagd had om bij Apples Europese kantoor te werken.
Spindler overleed in 2017.